# Rhiannon Giddens

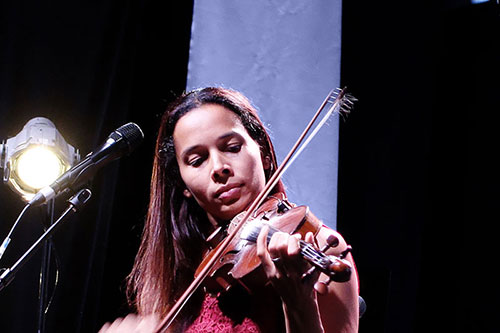
Rhiannon Giddens en el Aarhus Festival 2015

Rhiannon Giddens (Greensboro, Carolina del Norte, 21 de febrero de 1977) es una cantante, violinista, intérprete de banjo, estadounidense, miembro fundadora de la banda ganadora del premios Grammy de country, blues y música antigua, Carolina Chocolate Drops. Se graduó en el año 2000 en el Oberlin Conservatory, donde estudió ópera. Además de su trabajo con los Drops, Giddens ha lanzado dos álbumes en solitario: Tomorrow Is My Turn (2015) y Freedom Highway (2017).

## Carrera musical

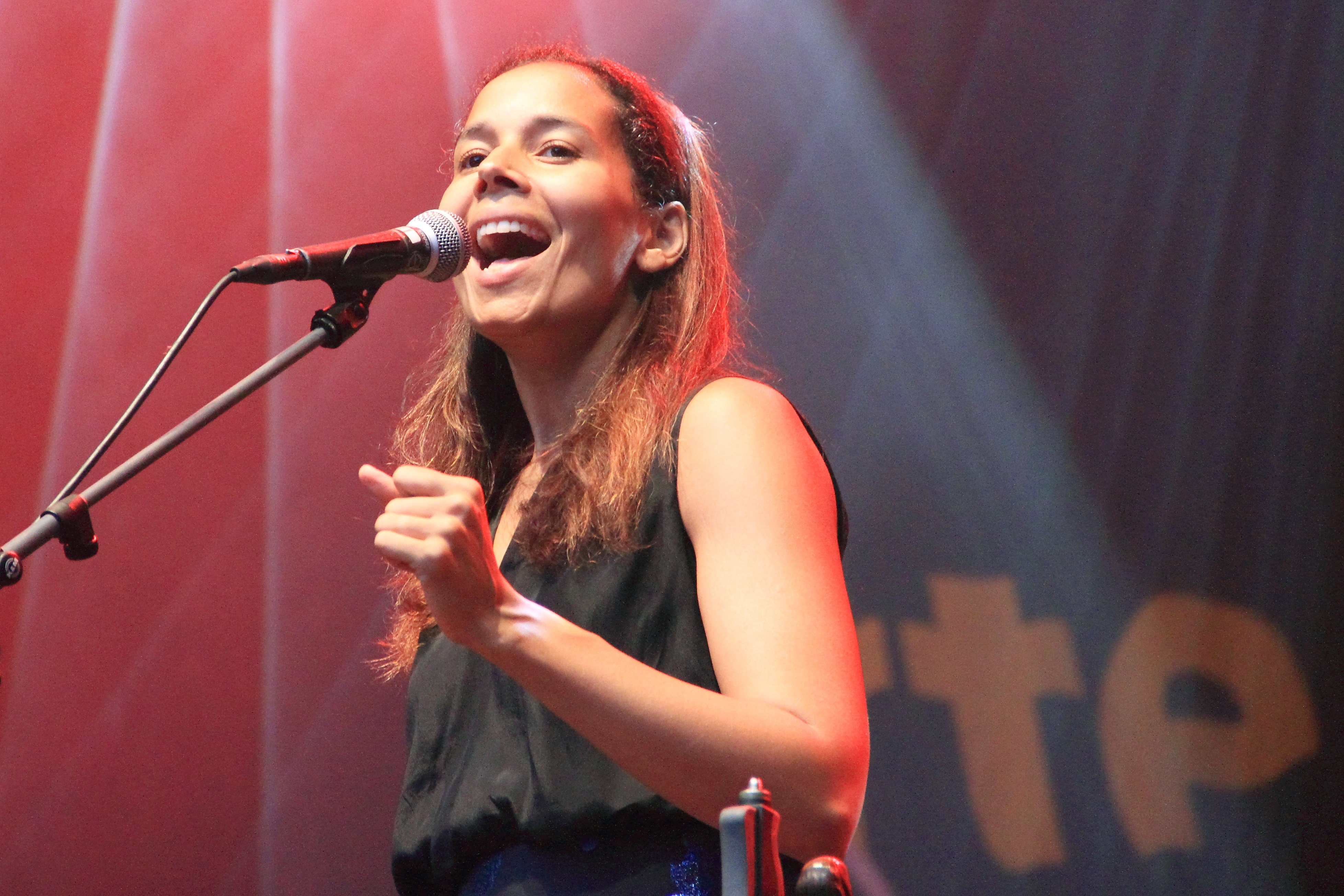
Rhiannon Giddens
en Rudolstadt, 2015

En 2005, Giddens, quien en ese momento pasaba el tiempo compitiendo en concursos de música escocesa, asistió al Black Banjo Then and Now Gathering, en Boone, Carolina del Norte. Allí conoció a Dom Flemons y Sule Greg Wilson. Los tres empezaron a tocar juntos profesionalmente como una "orquesta de cuerda postmoderna", Sankofa Strings. Durante ese mismo período de tiempo, Giddens también era habitual de los bailes de contradanzas y participaba en la banda de música Celta llamada Gaelwynd. Más tarde, en 2005, después de que Gaelwynd y Sankofa Strings habían lanzado álbumes en CD, Giddens y Flemons se asociaron con otros músicos ampliado Sankofa Strings en lo que se convertiría en el grupo ganador de los Grammy, Carolina Chocolate Drops.
En 2007, Giddens contribuyó con el violín, el banjo, el "flat-footin", el baile y las voces adicionales en el álbum de Talitha MacKenzie, Indian Summer.
Actuando como soprano, Giddens, con la mezzo-soprano Cheryse McLeod Lewis, formaron un dúo llamado Eleganza, con el que publicaron un CD en 2009, titulado Because I Knew You... que consiste en temas clásicos, espirituales, música de teatro y de cine. Giddens y Lewis fueron compañeras de instituto que se volvieron a encontrar después de la universidad mientras trabajaban en la misma oficina. Las amigas empezaron a cantar juntas en el 2003, pero no empezaron a registrar hasta el año 2008.
Desde el 12 de noviembre de 2013, Giddens es la única miembro original de Carolina Chocolate Drops que sigue siendo un miembro activo del grupo.
En 2013 Giddens comenzó a empujar aún más su carrera en solitario. Giddens participó en "Another Day, Another Time", un concierto inspirado por la película de los hermanos Coen, Inside Llewyn Davis, inspirada en la carrera de Dave Van Ronk. Muchos críticos han afirmado que Giddens tuvo la mejor actuación en lo que se llamó "el concierto del año". A finales de 2013, Giddens ha contribuido con el destacado tema a capela "We Rise" al LP No Estamos a la Venta: Canciones de Protesta de la NC Music Love Army – un colectivo de activistas músicos de Carolina del Norte, fundado por Jon Lindsay y Caitlin Cary. Su canción de protesta se une a las contribuciones de muchos otros artistas de Carolina en la compilación, que fue creada para apoyar la NC NAACP y el movimiento Moral Monday.
A principios de 2014 Giddens participó Lost on the River: The New Basement Tapes junto a Elvis Costello, Marcus Mumford, Taylor Goldsmith y Jim James. El álbum fue producido por T-Bone Burnett y es una compilación parcial de letras escritas por Bob Dylan en el sótano de The Big Pink, la casa que alquiló The Band en Woodstock en el año 1967 y donde grabaron conjuntamente las míticas sesiones de The Basement Tapes.

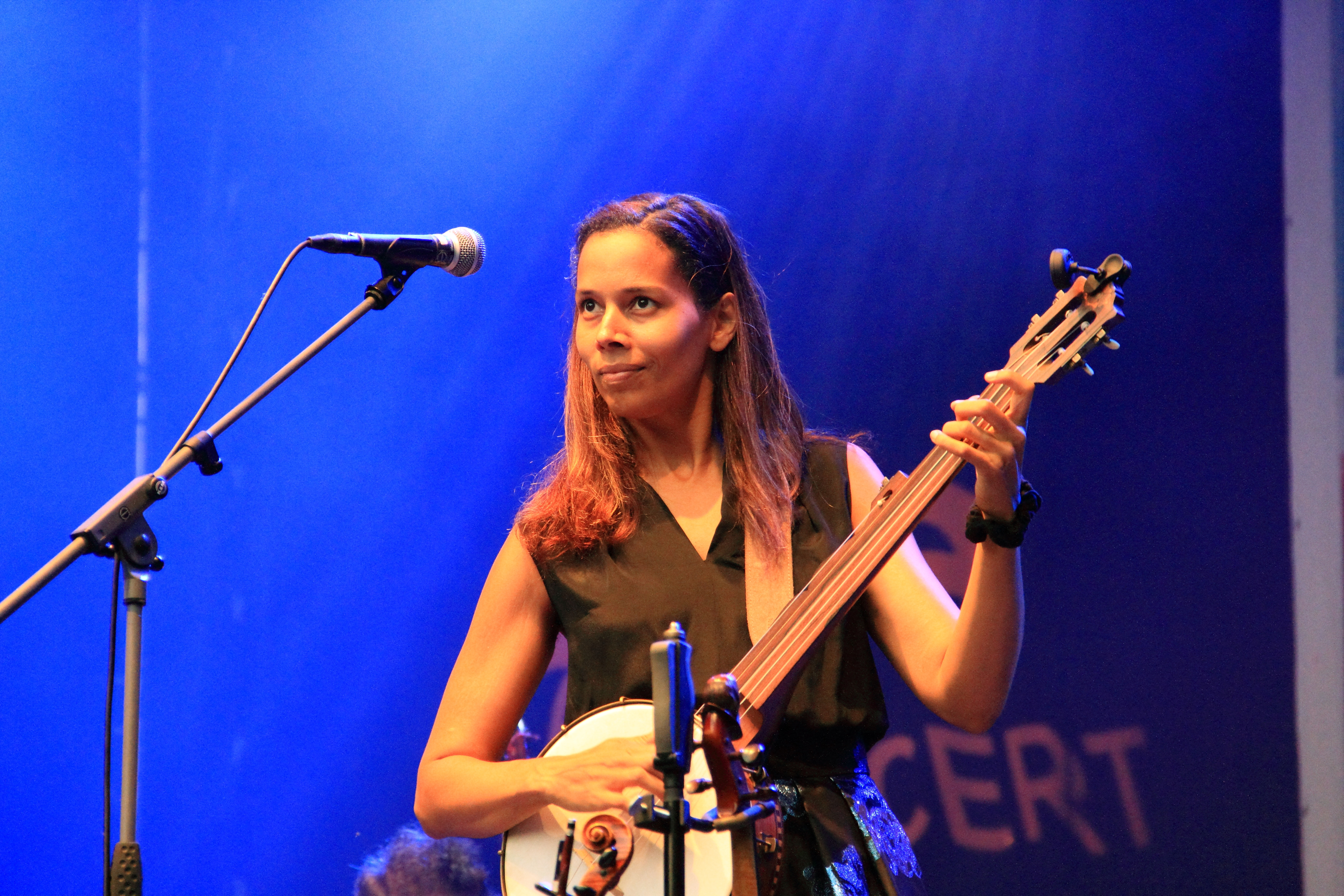
Rhiannon Giddens TFF 01

En febrero de 2015, Giddens lanzó su álbum de debut en solitario, Tomorrow Is My Turn, en Nonesuch Records. También producido por Burnett, el álbum incluye canciones que se hicieron famosas interpretadas por Patsy Cline, Odetta, Dolly Parton, y Nina Simone, entre otras. El Wall Street Journal dijo que el álbum "confirma la llegada de un importante talento, cuya voz y cuyo enfoque distintivo es comunicar el fuego lento de la emoción en el núcleo de las canciones." Además, el Los Angeles Times llamó al álbum "una colección que debe solidificar su posición como una de las nuevas y brillantes luminarias de la música pop."
En julio de 2015, tuvo una gran actuación en el escenario del festival de música folk, world y danza de Rudolstadt en Alemania. Su actuación también fue transmitida en vivo por la radio Deutschlandfunk. Rhiannon aparece en el sencillo de Jon Lindsay, "Ballad of Lennon Lacy" (Redeye Distribution ). La canción aborda el misterio de la muerte de Lennon Lacy, un adolescente negro de las zonas rurales de Bladenboro, Carolina del Norte. El caso se encuentra bajo investigación por el FBI, y se sospecha que sea un linchamiento.
El 27 de noviembre de 2015, coincidiendo con el Viernes Negro, Giddens publica "Factory Girl" (EP) en Nonesuch Records, que contiene temas extraídos de las mismas sesiones en que se produjo Tomorrow Is My Turn. Las sesiones para el álbum y el EP tuvieron lugar en Los Ángeles y Nashville, con un grupo multi-generacional de intérpretes reunido por Burnett. Los músicos en Factory Girl incluyen a Burnett, al violín Gabe Witcher y al contrabajista Paul Kowert de Punch Brothers, el percusionista Jack Ashford de los Funk Brothers, el baterista Jay Bellerose, el guitarrista Colin Linden, el veterano bajista de Nashville Dennis Crouch y los miembros de Carolina Chocolate Drops, el multi-instrumentista Hubby Jenkins y el percusionista Adán Matta.

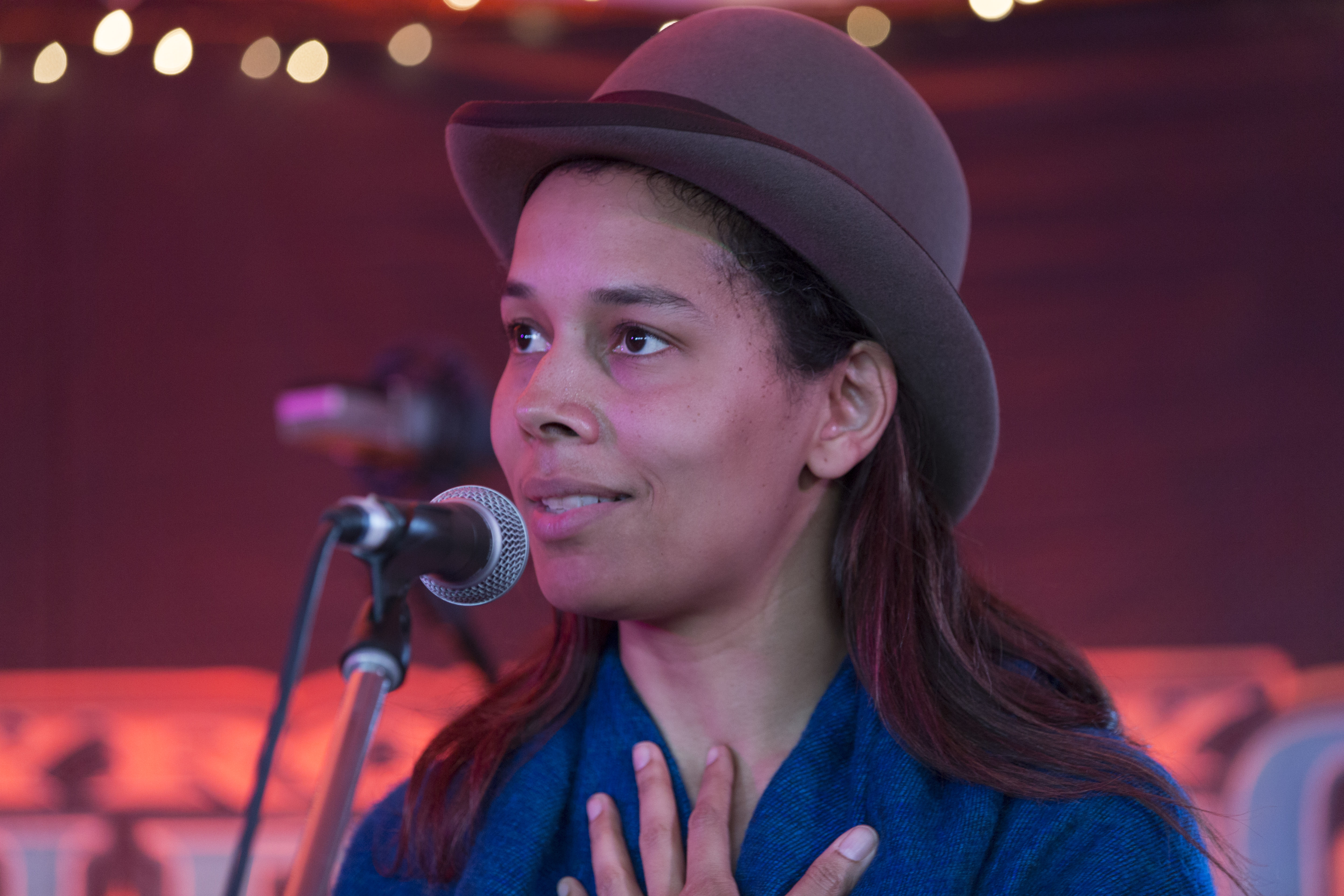
Rhiannon Giddens (25 de marzo de 2016)

Rhiannon apareció en el Jools Holland Hootenanny el 31 de diciembre de 2015, difundido en la BBC Dos. Interpretó canciones de su álbum Tomorrow Is My Turn, incluyendo el Waterboy y una versión del St James Infirmary Blues con Tom Jones.

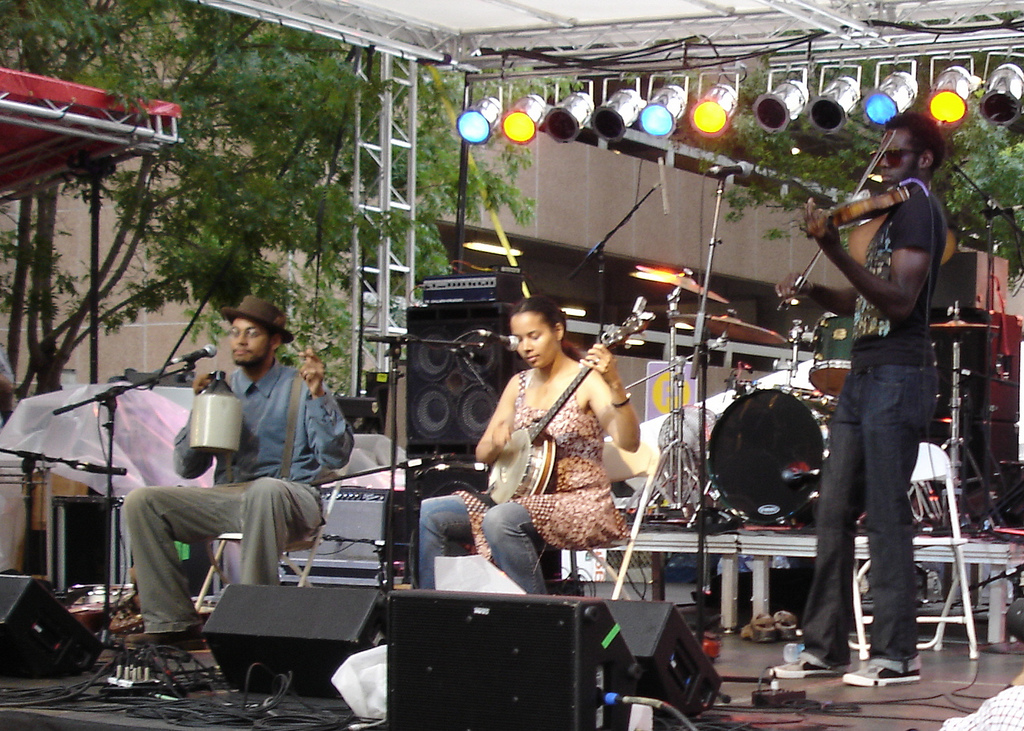
Giddens y su banda The Carolina Chocolate Drops

Fue seleccionada para participar en las Transatlantic Sessions en enero de 2016. Esta colaboración entre músicos americanos y celtas es un codiciado honor. El encuentro se realiza como parte de las Celtic Connections en Glasgow, y le sigue una corta gira por el Reino Unido e Irlanda. Sus actuaciones en el tour incluyeron el conmovedor tributo a David Bowie "It Ain't Easy". Más tarde en ese año, Giddens se convirtió en la primera estadounidense en ser honrada como Cantante de música folk del año en los Radio BBC 2 Folk Awards. Más tarde en el año, también se anunció que iba a recibir el prestigioso Premio Steve Martin a la Excelencia en el Banjo y el Bluegrass. Ganar este premio hace de Giddens la única mujer y la única persona de color en recibir el premio en sus 6 años de historia. En 2016, también se anunció que Giddens y los Carolina Chocolate Drops serían admitidos en el Carolina del Norte Music Hall of Fame.

## Actriz

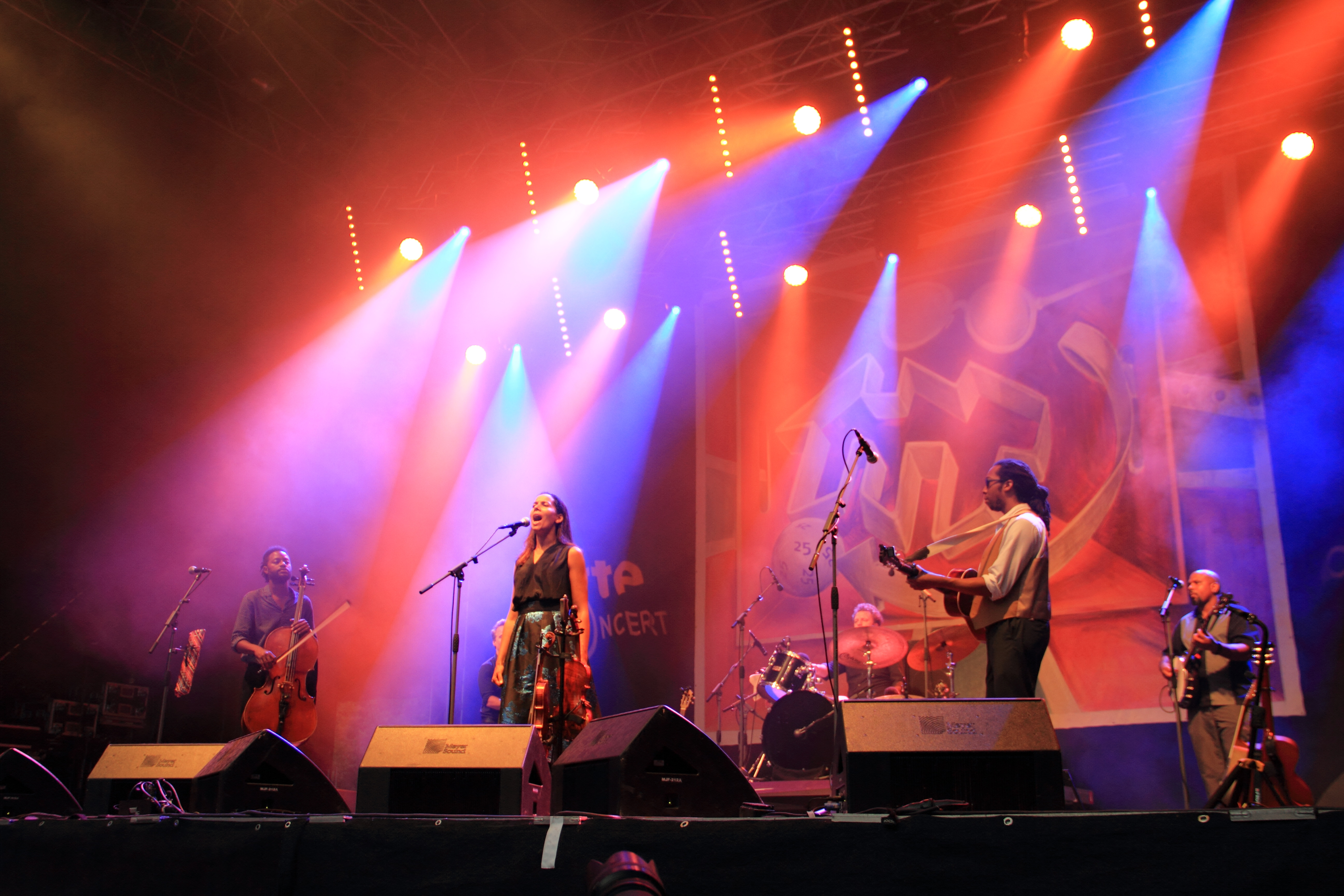
Rhiannon Giddens Band TFF 02

Aparece en la quinta temporada de la serie de la CMT Nashville como Hannah Lee "Hallie" Jordan, una trabajadora social con la voz de un ángel.

## Vida personal

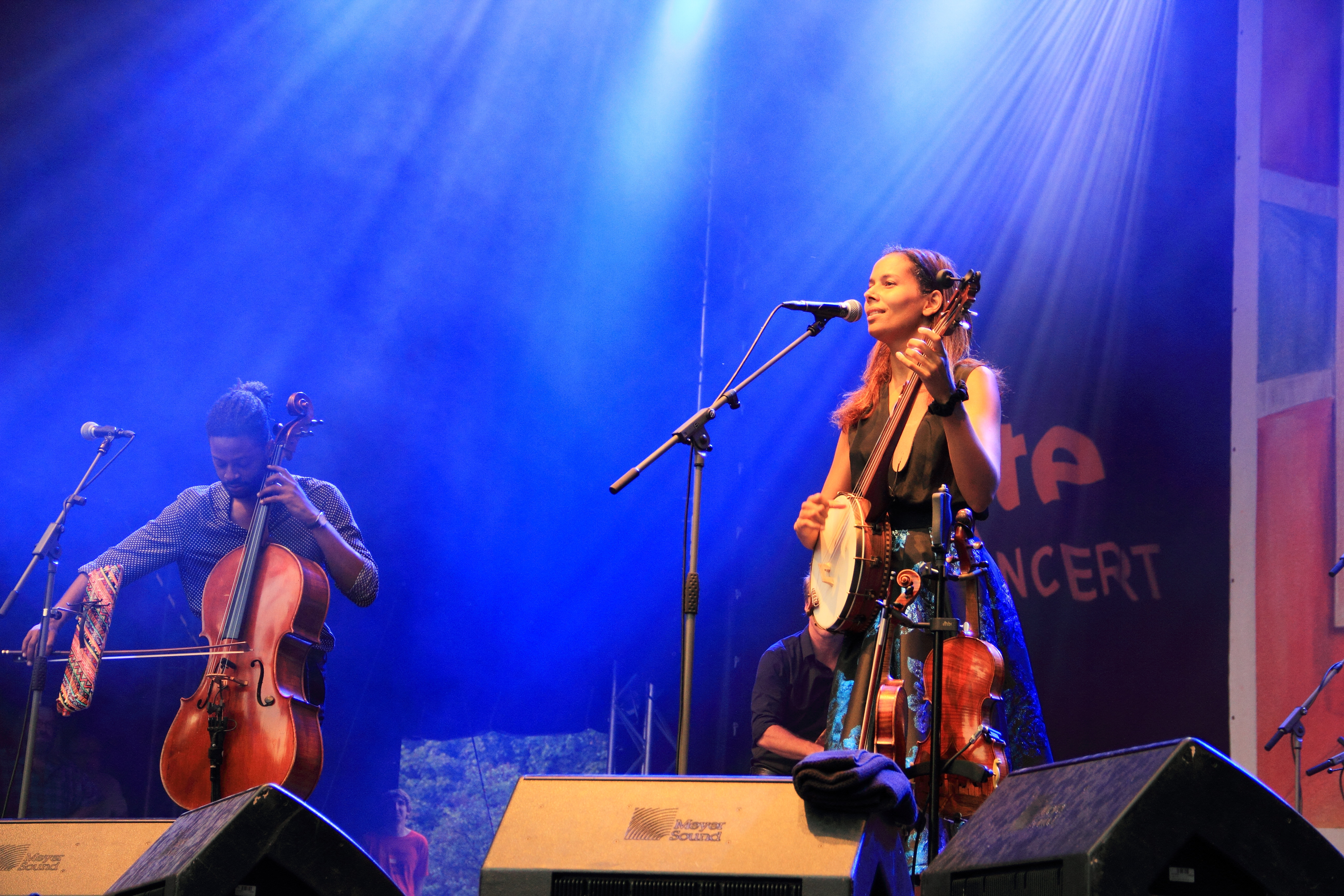
Rhiannon Giddens TFF 02

Giddens tiene dos razas en su ascendencia. Se casó con el músico Irlandés Michael Laffan en 2007. La pareja tiene una hija, Aoife, y un hijo, Caoimhín.

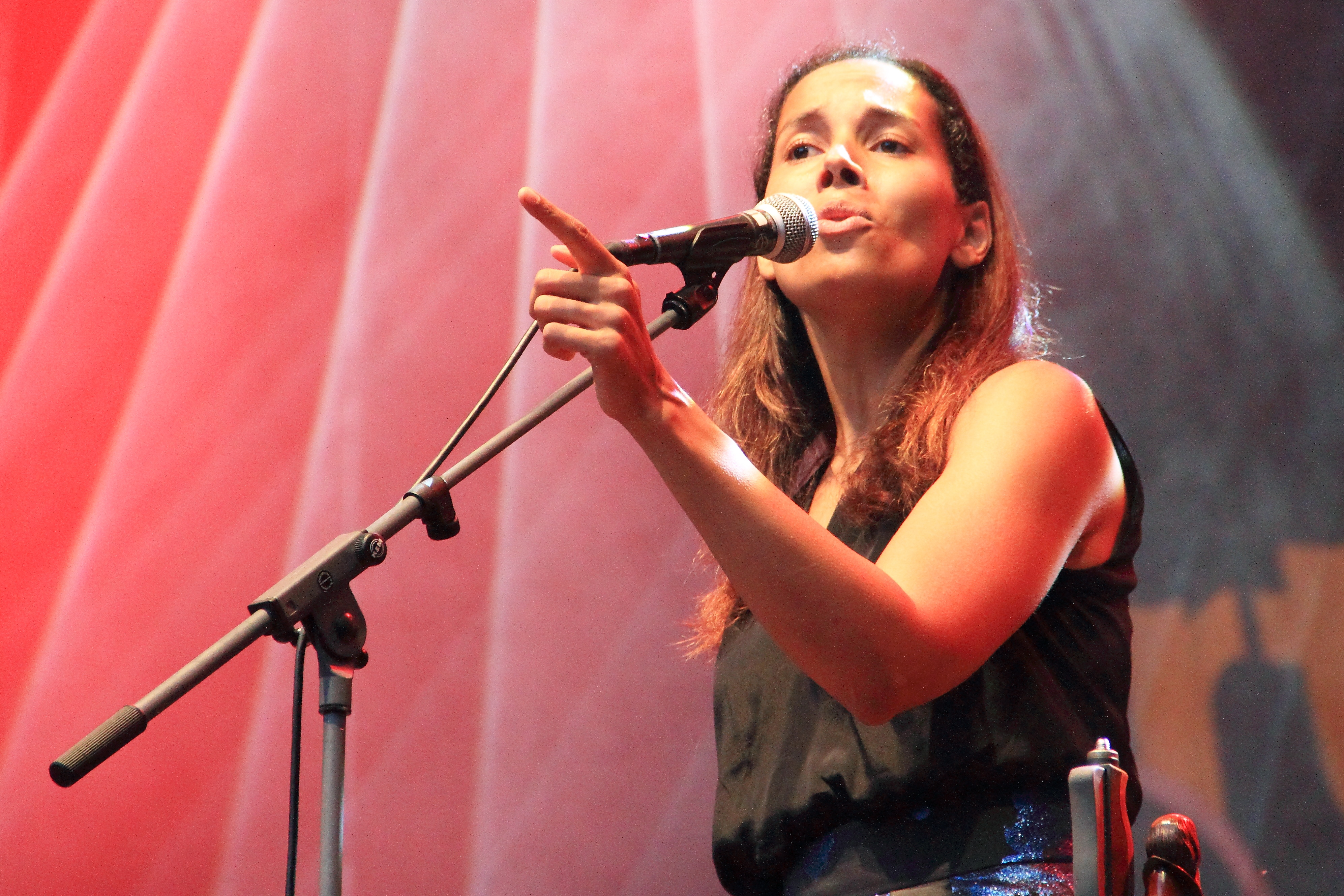
Rhiannon Giddens TFF 04

Giddens tiene casas en Greensboro, Carolina del Norte y en Limerick, Irlanda.

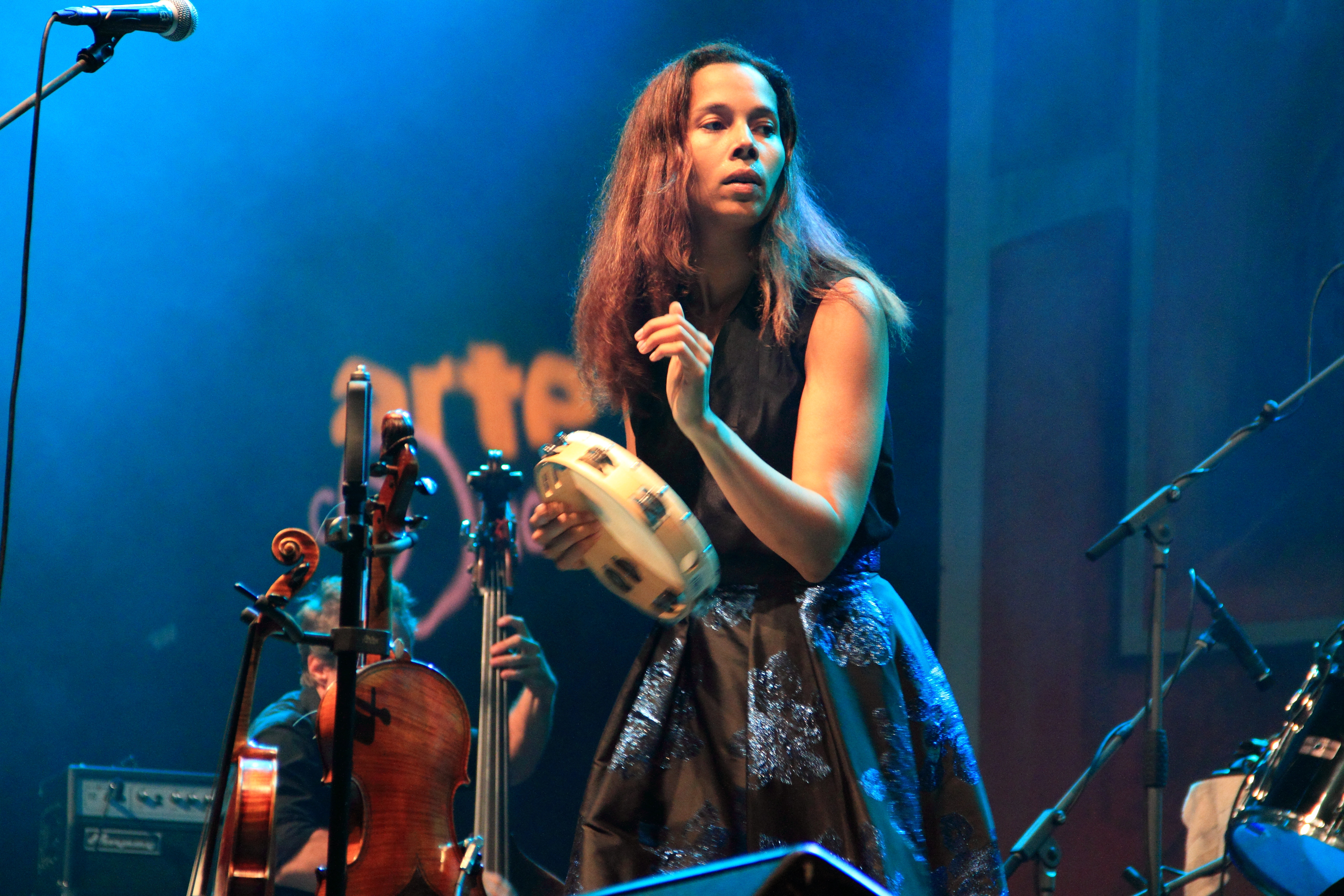
Rhiannon Giddens TFF 06

## Premios y nominaciones
| Año  | Asociación                                               | Categoría                       | Obra Nominada                                     | Resultado |
| ---- | -------------------------------------------------------- | ------------------------------- | ------------------------------------------------- | --------- |
| 2010 | Americana Music Awards                                   | Duo/Group of the Year           | Carolina Chocolate Drops                          |           |
| 2011 | Grammy Awards                                            | Best Traditional Folk Album     | Genuine Negro Jig                                 | Ganador   |
| 2012 | Americana Music Awards                                   | Duo/Group of the Year           | Carolina Chocolate Drops                          |           |
| 2013 | Grammy Awards                                            | Best Folk Album                 | Leaving Eden                                      |           |
| 2015 | Americana Music Awards                                   | Album of the Year               | Tomorrow Is My Turn                               |           |
| 2015 | Americana Music Awards                                   | Artist of the Year              | Rhiannon Giddens                                  |           |
| 2016 | Grammy Awards                                            | Best Folk Album                 | Tomorrow Is My Turn                               |           |
| 2016 | BBC Radio 2 Folk Awards                                  | Folk Singer of the Year         | Rhiannon Giddens                                  | Ganadora  |
| 2016 | Steve Martin Prize for Excellence in Banjo and Bluegrass | N/A                             | Rhiannon Giddens                                  | Ganadora  |
| 2016 | North Carolina Music Hall of Fame                        | Induction                       | Rhiannon Giddens and the Carolina Chocolate Drops | Ganadores |
| 2017 | Grammy Awards                                            | Best American Roots Performance | "Factory Girl"                                    |           |
| 2017 | Grammy Awards                                            | Best Folk Album                 | "Factory Girl"                                    |           |
| 2017 | Americana Music Awards                                   | Album of the Year               | Freedom Highway                                   |           |

## Discografía

### Como Carolina Chocolate Drops
| Título                                                                                      | Detalles del álbum                                                       | Pico de la tabla de posiciones | Pico de la tabla de posiciones | Pico de la tabla de posiciones | Pico de la tabla de posiciones |
| Título                                                                                      | Detalles del álbum                                                       | US                             | US Bluegrass                   | US Folk                        | US Heat                        |
| ------------------------------------------------------------------------------------------- | ------------------------------------------------------------------------ | ------------------------------ | ------------------------------ | ------------------------------ | ------------------------------ |
| Dona Got a Ramblin' Mind                                                                    | - Fecha de lanzamiento: 12 de septiembre de 2006 - Etiqueta: Music Maker | —                              | —                              | —                              | —                              |
| The Great Debaters Soundtrack (con Alvin Youngblood Hart, Sharon Jones y Teenie Hodges)     | - Fecha de lanzamiento: 11 de diciembre de 2007 - Etiqueta: Atlántico    | —                              | —                              | —                              | —                              |
| Heritage                                                                                    | - Fecha de lanzamiento: 18 de febrero de 2008 - Etiqueta: Dixiefrog      | —                              | —                              | —                              | —                              |
| Carolina Chocolate Drops & Joe Thompson (grabado en vivo en MerleFest, 25 de abril de 2008) | - Fecha de lanzamiento: 26 de mayo de 2009 - Etiqueta: Music Maker       | —                              | —                              | —                              | —                              |
| Genuine Negro Jig                                                                           | - Fecha de lanzamiento: 16 de febrero de 2010 - Discográfica: Nonesuch   | 150                            | 1                              | 2                              | 2                              |
| Carolina Chocolate Drops/Luminiscents Orchestrii EP                                         | - Fecha de lanzamiento: 25 de enero de 2011 - Discográfica: Nonesuch     | —                              | 3                              | 11                             | 32                             |
| Leaving Eden                                                                                | - Fecha de lanzamiento: 24 de febrero de 2012 - Discográfica: Nonesuch   | 123                            | 1                              | 6                              | 2                              |

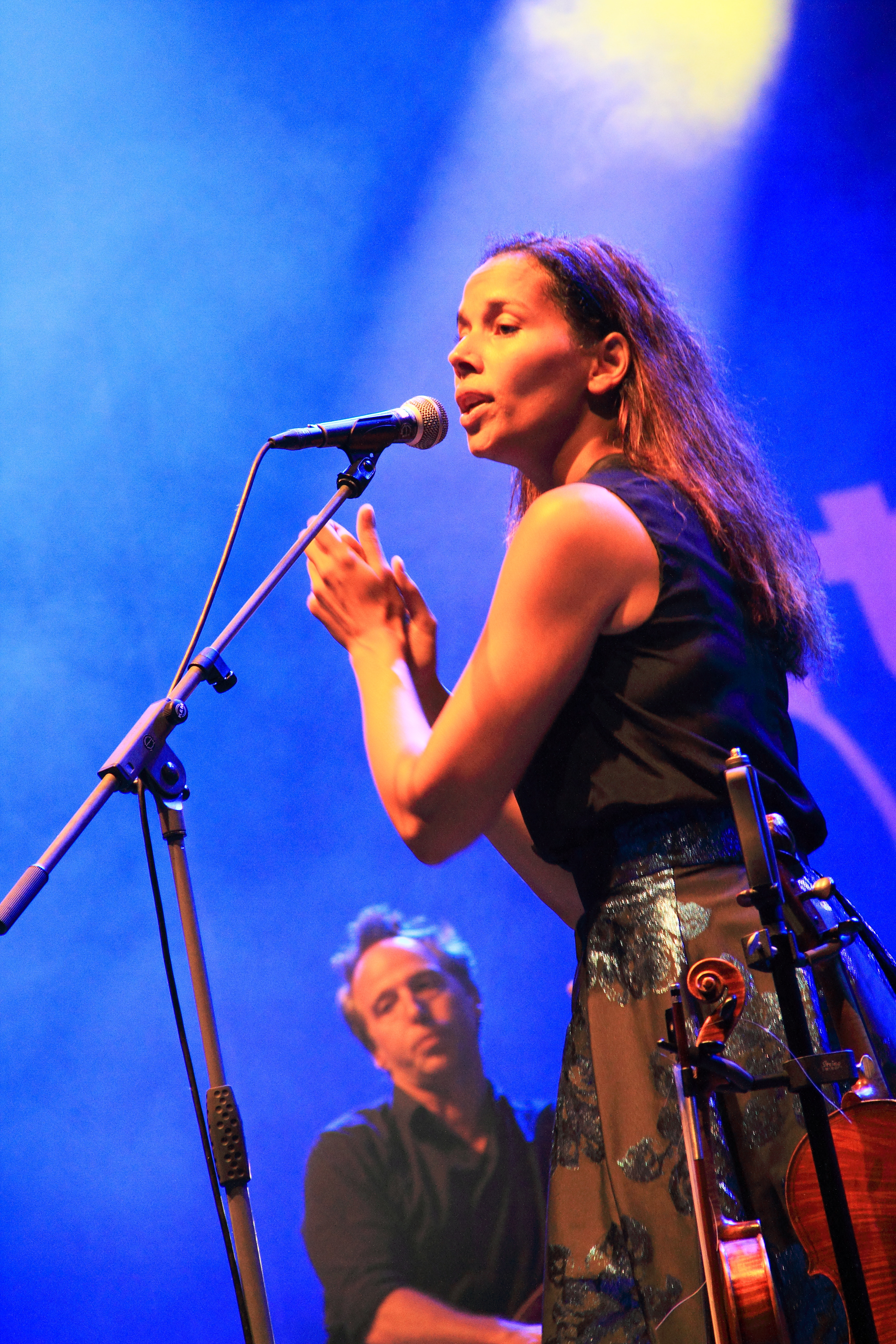
Rhiannon Giddens TFF 05

| "—" denota versiones que no gráfico                                                         |                                                                          |                                |                                |                                |                                |

### Como Gaelwynd
- Out On the Ocean: Music of the British Isles (2004)
- Northern Lights (2005)

### Como Elftones & Rhiannon Giddens
- All The Pretty Horses  (2009)

### Como Laurelyn Dossett, Rhiannon Giddens, Eric Robertson & Bennett Sullivan
- The Music Of Beautiful Star (2009)

### Como Eleganza

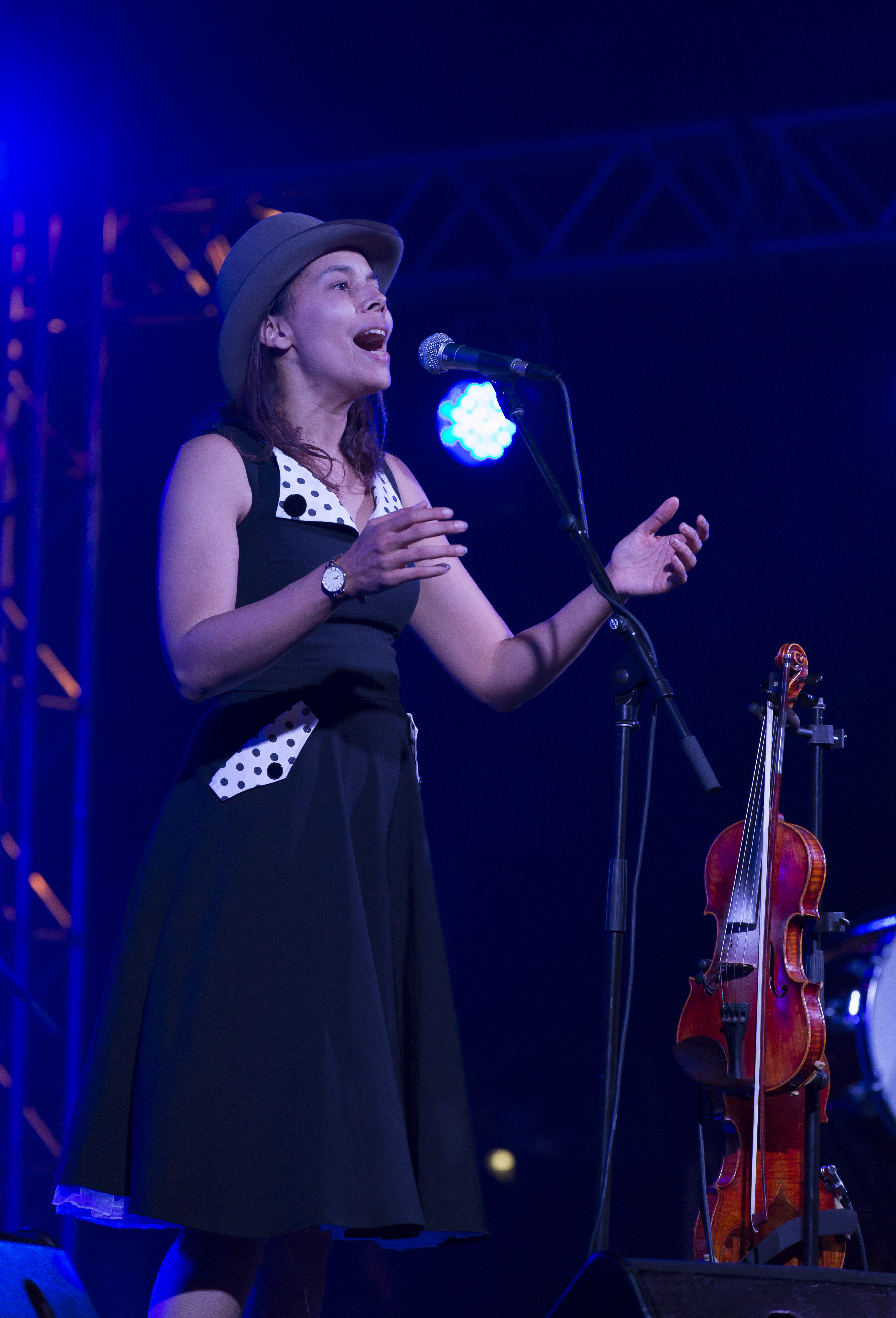
Rhiannon Giddens (24 de marzo de 2016)

- Because I Knew You... (2009)

### Como Mike Compton, Laurelyn Dossett, Rhiannon Giddens, Joe Newberry, Jason Sypher
- The Gathering (2011)

### Como The Giddens Sisters
- I Know I've Been Changed (2013)

### En The New Basement Tapes
- Lost On The River (2014)

### Como Rhiannon Giddens
- We Rise (EP) (2014)
- Tomorrow Is My Turn (2015)
- Factory Girl (EP) (2015)
- Live at Jazzfest 2016 (2016)
- Freedom Highway (2017)

### Otras apariciones de importancia
- "Dreamland" y "Clothes of My Man", Sonic New York (Sxip Shirey) (2010)
- "Brightest and Best", "Christ Child Lullaby", "A Babe is Born All of a Maid", and "Down in Yon Forest", The Winter Moon (Immigrant's Daughter) (2010)
- "Lay Your Money Down", Shamrock City (Solas) (2012)
- "Outside Man Blues", Yes We Can (An Apple A Day) (2013)
- "The Vanishing Race", Look Again to the Wind: Johnny Cash's Bitter Tears Revisited (Various Artists) (2014)
- "Now To Conclude Our Christmas Mirth", "Christmas Day Is Come", y "The Enniscorthy Christmas Carol", The Wexford Carols (Caitríona O'Leary album) (Caitríona O'Leary) (2014)
- "Waterboy", "'S iomadh rud tha dhìth orm / Ciamar a nì mi 'n dannsa dìreach", and "Didn't Leave Nobody But The Baby", Another Day, Another Time: Celebrating the Music of Inside Llewyn Davis (Various Artists) (concert recorded live September 29, 2013, album released January 2015)
- "Up In Arms", Rhythm & Reason (Bhi Bhiman) (2015)
- "Julie" and "Cluck Old Hen", Tunes from David Holt's State of Music (Various Artists) (2015)
- "Ballad of Lennon Lacy" (single) (Jon Lindsay with Rhiannon Giddens and NC Music Love Army) (2015)
- "Kill a Word", Mr. Misunderstood (Eric Church) (2015)
- "St. James Infirmary Blues", Sing Me Home (Yo-Yo Ma & The Silk Road Ensemble) (2016)
- "Manman", A Day for the Hunter, A Day for the Prey (Leyla McCalla) (2016)
- "Come Sunday" and "Rocks in My Bed", American Tunes (Allen Toussaint) (2016)
- "Woman of Constant Sorrow", "Just Drive By, Firefly", and "Bach, Stevie Wonder and Janelle Monae", A Bottle of Whiskey and a Handful of Bees (Sxip Shirey) (2017)
- "West End Blues (Live)" y "Shake Sugaree", Tunes from David Holt's State of Music 2 (Various Artists) (2017)
- "One Hour Mama" and "Pretty Saro", Music from The American Epic Sessions (Various Artists) (2017)
- "Factory Girl" y "Lullaby", Folk Songs (Kronos Quartet) (2017)